# Afrika-Cup 2024/Gruppe B
| Pl. | Land      | Sp. | S | U | N | Tore    | Diff. | Punkte |
| --- | --------- | --- | - | - | - | ------- | ----- | ------ |
| 1.  | Kap Verde | 3   | 2 | 1 | 0 | 007:300 | +4    | 07     |
| 2.  | Ägypten   | 3   | 0 | 3 | 0 | 006:600 | ±0    | 03     |
| 3.  | Ghana     | 3   | 0 | 2 | 1 | 005:600 | −1    | 02     |
| 4.  | Mosambik  | 3   | 0 | 2 | 1 | 004:700 | −3    | 02     |

Der Artikel gibt Auskunft über die Spiele der Gruppe B beim Afrika-Cup 2024 in der Elfenbeinküste.

## Ägypten – Mosambik 2:2 (1:0)
| Ägypten                                                                                | Ägypten | Mosambik | Mosambik |
| -------------------------------------------------------------------------------------- | --- | --- | -------- |
| Ägypten                                                                                | \| 1. Spieltag \| \| 14. Januar 2024 um 17:00 Uhr (18:00 Uhr MEZ) in Abidjan (Stade Félix Houphouët-Boigny) \| \| Schiedsrichter: Dahane Beida ( Mauretanien) \| \| Spielbericht \|                                                                                        | \| 1. Spieltag \| \| 14. Januar 2024 um 17:00 Uhr (18:00 Uhr MEZ) in Abidjan (Stade Félix Houphouët-Boigny) \| \| Schiedsrichter: Dahane Beida ( Mauretanien) \| \| Spielbericht \|                                                                   | Mosambik |
| Ägypten                                                                                | Mohamed El Shenawy – Mohamed Hany (66. Omar Kamal), Mohamed Abdelmonem, Ahmed Hegazi, Mohamed Hamdy – Mohamed Elneny (78. Emam Ashour), Zizo (61. Koka), Hamdy Fathy – Trézéguet (66. Omar Marmoush), Mohamed Salah , Mostafa Mohamed Cheftrainer: Rui Vitória ( Portugal) | Ernan Siluane – Domingos Macandza, Mexer, Edmilson Dove, Reinildo Mandava – Domingues (46. Bruno Langa), Guima (89. Nené), Alfons Amade – Witi (81. Amadú), Gildo Vilanculos (46. Clésio), Stanley Ratifo (66. Lau King) Cheftrainer: Chiquinho Conde | Mosambik |
| Ägypten                                                                                | 1:0 Mohamed (2.) 2:2 Salah (90.+7', Foulelfmeter) | 1:1 Witi (56.) 1:2 Clésio (58.) | Mosambik |
| Ägypten                                                                                | Abdelmonem (75.) | Mandava (62.), Guima (72.), King (90.+11') | Mosambik |
| Ägypten                                                                                | Spieler des Spiels: Guima (Mosambik) | | Mosambik |
| 1. Spieltag                                                                            | | |          |
| 14. Januar 2024 um 17:00 Uhr (18:00 Uhr MEZ) in Abidjan (Stade Félix Houphouët-Boigny) | | |          |
| Schiedsrichter: Dahane Beida ( Mauretanien)                                            | | |          |
| Spielbericht                                                                           | | |          |

## Ghana – Kap Verde 1:2 (0:1)
| Ghana                                                                                  | Ghana | Kap Verde | Kap Verde |
| -------------------------------------------------------------------------------------- | --- | --- | --------- |
| Ghana                                                                                  | \| 1. Spieltag \| \| 14. Januar 2024 um 20:00 Uhr (21:00 Uhr MEZ) in Abidjan (Stade Félix Houphouët-Boigny) \| \| Schiedsrichter: Jean-Jacques Ndala ( Demokratische Republik Kongo) \| \| Spielbericht \| | \| 1. Spieltag \| \| 14. Januar 2024 um 20:00 Uhr (21:00 Uhr MEZ) in Abidjan (Stade Félix Houphouët-Boigny) \| \| Schiedsrichter: Jean-Jacques Ndala ( Demokratische Republik Kongo) \| \| Spielbericht \|                                                                | Kap Verde |
| Ghana                                                                                  | Richard Ofori – Denis Odoi, Alexander Djiku, Mohammed Salisu, Gideon Mensah – Majeed Ashimeru (88. Salis Abdul Samed), Iddrisu Baba – Joseph Paintsil (62. Iñaki Williams), Ransford Königsdörffer (62. André Ayew), Jordan Ayew (90.+3' Osman Bukari) – Antoine Semenyo (62. Ernest Nuamah) Cheftrainer: Chris Hughton ( Irland) | Vozinha – Steven Moreira, Logan Costa, Roberto Lopes, João Paulo – Deroy Duarte (68. Kenny Rocha Santos), Kevin Pina, Jamiro Monteiro (84. Benchimol) – Ryan Mendes (68. Garry Rodrigues), Bebé (75. Willy Semedo), Jovane Cabral (84. Laros Duarte) Cheftrainer: Bubista | Kap Verde |
| Ghana                                                                                  | 1:1 Djiku (56.) | 0:1 Monteiro (17.) 1:2 Rodrigues (90.+2') | Kap Verde |
| Ghana                                                                                  | Djiku (11.), Baba (48.), Paintsil (54.) | Duarte (64.), Rocha Santos (74.), Rodrigues (90.+3') | Kap Verde |
| Ghana                                                                                  | Spieler des Spiels: Alexander Djiku (Ghana) | | Kap Verde |
| 1. Spieltag                                                                            | | |           |
| 14. Januar 2024 um 20:00 Uhr (21:00 Uhr MEZ) in Abidjan (Stade Félix Houphouët-Boigny) | | |           |
| Schiedsrichter: Jean-Jacques Ndala ( Demokratische Republik Kongo)                     | | |           |
| Spielbericht                                                                           | | |           |

## Ägypten – Ghana 2:2 (0:1)
| Ägypten                                                                                | Ägypten | Ghana | Ghana |
| -------------------------------------------------------------------------------------- | --- | --- | ----- |
| Ägypten                                                                                | \| 2. Spieltag \| \| 18. Januar 2024 um 17:00 Uhr (18:00 Uhr MEZ) in Abidjan (Stade Félix Houphouët-Boigny) \| \| Zuschauer: 20.808 \| \| Schiedsrichter: Pierre Atcho ( Gabun) \| \| Spielbericht \|                                                                      | \| 2. Spieltag \| \| 18. Januar 2024 um 17:00 Uhr (18:00 Uhr MEZ) in Abidjan (Stade Félix Houphouët-Boigny) \| \| Zuschauer: 20.808 \| \| Schiedsrichter: Pierre Atcho ( Gabun) \| \| Spielbericht \|                                                                                              | Ghana |
| Ägypten                                                                                | Mohamed El Shenawy – Omar Kamal, Mohamed Abdelmonem, Ahmed Hegazi, Mohamed Hamdy – Mohamed Elneny (68. Trezeguet), Hamdy Fathy, Mohamed Salah (45.+2' Mostafa Fathi), Omar Marmoush (90. Marwan Attia), Emam Ashour – Mostafa Mohamed Cheftrainer: Rui Vitória ( Portugal) | Richard Ofori – Denis Odoi, Alexander Djiku, Mohammed Salisu, Gideon Mensah – Mohammed Kudus, Majeed Ashimeru (62. Iddrisu Baba), Salis Abdul Samed (89. Joseph Paintsil), Antoine Semenyo – Iñaki Williams (73. Osman Bukari, 89. Elisha Owusu), Jordan Ayew Cheftrainer: Chris Hughton ( Irland) | Ghana |
| Ägypten                                                                                | 1:1 Marmoush (69.) 2:2 Mostafa (74.) | 0:1 Kudus (45.+3') 1:2 Kudus (71.) | Ghana |
| Ägypten                                                                                | Samed (38.) | | Ghana |
| Ägypten                                                                                | Spieler des Spiels: Mohammed Kudus (Ghana) | | Ghana |
| 2. Spieltag                                                                            | | |       |
| 18. Januar 2024 um 17:00 Uhr (18:00 Uhr MEZ) in Abidjan (Stade Félix Houphouët-Boigny) | | |       |
| Zuschauer: 20.808                                                                      | | |       |
| Schiedsrichter: Pierre Atcho ( Gabun)                                                  | | |       |
| Spielbericht                                                                           | | |       |

## Kap Verde – Mosambik 3:0 (1:0)
| Kap Verde                                                                              | Kap Verde | Mosambik | Mosambik |
| -------------------------------------------------------------------------------------- | --- | --- | -------- |
| Kap Verde                                                                              | \| 2. Spieltag \| \| 19. Januar 2024 um 14:00 Uhr (15:00 Uhr MEZ) in Abidjan (Stade Félix Houphouët-Boigny) \| \| Schiedsrichter: Samir Guezzaz ( Marokko) \| | \| 2. Spieltag \| \| 19. Januar 2024 um 14:00 Uhr (15:00 Uhr MEZ) in Abidjan (Stade Félix Houphouët-Boigny) \| \| Schiedsrichter: Samir Guezzaz ( Marokko) \| | Mosambik |
| Kap Verde                                                                              | Vozinha – Steven Moreira (75. Garry Rodrigues), Logan Costa, Roberto Lopes, João Paulo – Deroy Duarte (80. Kenny Rocha Santos), Kevin Pina, Jamiro Monteiro (80. Cuca) – Ryan Mendes , Bebé (58. Willy Semedo), Jovane Cabral (80. Benchimol) Cheftrainer: Bubista | Ernan Siluane – Domingos Macandza (78. Nanani), Mexer , Edmilson Dove, Reinildo Mandava – Geny Catamo, Guima, Alfons Amade (67. Shaquille Momad Nangy), Bruno Langa (78. Gildo Vilanculos), Witi (81. Domingues) – Stanley Ratifo (46. Lau King) Cheftrainer: Chiquinho Conde | Mosambik |
| Kap Verde                                                                              | 1:0 Bebé (32.) 2:0 Mendes (51.) 3:0 Pina (69.) | | Mosambik |
| Kap Verde                                                                              | Cabral (61.) | | Mosambik |
| Kap Verde                                                                              | Spieler des Spiels: Ryan Mendes (Kap Verde) | | Mosambik |
| 2. Spieltag                                                                            | | |          |
| 19. Januar 2024 um 14:00 Uhr (15:00 Uhr MEZ) in Abidjan (Stade Félix Houphouët-Boigny) | | |          |
| Schiedsrichter: Samir Guezzaz ( Marokko)                                               | | |          |

## Kap Verde – Ägypten 2:2 (1:0)
| Kap Verde                                                                              | Kap Verde | Ägypten | Ägypten |
| -------------------------------------------------------------------------------------- | --- | --- | ------- |
| Kap Verde                                                                              | \| 3. Spieltag \| \| 22. Januar 2024 um 20:00 Uhr (21:00 Uhr MEZ) in Abidjan (Stade Félix Houphouët-Boigny) \| \| Schiedsrichter: Alhadi Mahamat ( Tschad) \| | \| 3. Spieltag \| \| 22. Januar 2024 um 20:00 Uhr (21:00 Uhr MEZ) in Abidjan (Stade Félix Houphouët-Boigny) \| \| Schiedsrichter: Alhadi Mahamat ( Tschad) \| | Ägypten |
| Kap Verde                                                                              | Vozinha – Willy Semedo, Logan Costa, Diney, Dylan Tavares – Kevin Pina (75. Cuca), Ryan Mendes (64. Steven Moreira), Patrick Andrade (70. João Paulo), Kenny Rocha Santos, Garry Rodrigues (64. Jamiro Monteiro) – Benchimol (63. Bryan Teixeira) Cheftrainer: Bubista | Mohamed El Shenawy (90.+12' Gabaski) – Mohamed Hany, Ahmed Hegazi , Mohamed Abdelmonem, Ahmed Abou El Fotouh (46. Mohamed Hamdy) – Hamdy Fathy (46. Trézéguet), Marwan Attia, Emam Ashour – Zizo (74. Karabah), Mostafa Mohamed, Omar Marmoush (83. Mostafa Fathi) Cheftrainer: Rui Vitória ( Portugal) | Ägypten |
| Kap Verde                                                                              | 1:0 Benchimol (45.+1') 2:2 Teixeira (90.+9') | 1:1 Trézéguet (50.) 1:2 Mostafa Mohamed (90.+3') | Ägypten |
| Kap Verde                                                                              | Pina (71.) | Marmoush (63.), Hegazi (88.) | Ägypten |
| Kap Verde                                                                              | Spieler des Spiels: Trézéguet (Ägypten) | | Ägypten |
| 3. Spieltag                                                                            | | |         |
| 22. Januar 2024 um 20:00 Uhr (21:00 Uhr MEZ) in Abidjan (Stade Félix Houphouët-Boigny) | | |         |
| Schiedsrichter: Alhadi Mahamat ( Tschad)                                               | | |         |

## Mosambik – Ghana 2:2 (0:1)
| Mosambik                                                                                     | Mosambik | Ghana | Ghana |
| -------------------------------------------------------------------------------------------- | --- | --- | ----- |
| Mosambik                                                                                     | \| 3. Spieltag \| \| 22. Januar 2024 um 20:00 Uhr (21:00 Uhr MEZ) in Abidjan (Stade National de la Côte d’Ivoire) \| \| Schiedsrichter: Mutaz Ibrahim ( Libyen) \|                                                                                            | \| 3. Spieltag \| \| 22. Januar 2024 um 20:00 Uhr (21:00 Uhr MEZ) in Abidjan (Stade National de la Côte d’Ivoire) \| \| Schiedsrichter: Mutaz Ibrahim ( Libyen) \| | Ghana |
| Mosambik                                                                                     | Ivane Urrubal – Nanani, Mexer , Reinildo Mandava, Bruno Langa – Alfons Amade (73. Domingues), Nené (73. Stanley Ratifo), Geny Catamo, Guima (87. Shaquille Momad Nangy), Witi (61. Gildo Vilanculos) – Lau King (87. João Bonde) Cheftrainer: Chiquinho Conde | Richard Ofori – Denis Odoi (72. Alidu Seidu), Alexander Djiku, Mohammed Salisu, Gideon Mensah – Majeed Ashimeru (37. Iddrisu Baba), Salis Abdul Samed, Joseph Paintsil (46. André Ayew), Mohammed Kudus, (89. Iñaki Williams), Jordan Ayew – Antoine Semenyo (72. Daniel Amartey) Cheftrainer: Chris Hughton ( Irland) | Ghana |
| Mosambik                                                                                     | 1:2 Catamo (90.+1', Handelfmeter) 2:2 Mandava (90.+4') | 0:1 J. Ayew (15., Foulelfmeter) 0:2 J. Ayew (70., Handelfmeter) | Ghana |
| Mosambik                                                                                     | Catamo (31.), Mandava (67.), Mexer (69.), Nanani (84.) | Ashimeru (28.), A. Ayew (49.), Baba (58.), Djiku (62.), J. Ayew (84.) | Ghana |
| Mosambik                                                                                     | Spieler des Spiels: Mohammed Kudus (Ghana) | | Ghana |
| 3. Spieltag                                                                                  | | |       |
| 22. Januar 2024 um 20:00 Uhr (21:00 Uhr MEZ) in Abidjan (Stade National de la Côte d’Ivoire) | | |       |
| Schiedsrichter: Mutaz Ibrahim ( Libyen)                                                      | | |       |